# دافيد شلتئيل
دافيد شلتئيل (بالعبرية: דוד שאלתיאל) (16 يناير 1903 - فبراير 1969) عسكري إسرائيلي وضابط مخابرات ودبلوماسي. 
اشتهر لكونه قائد فرقة مسلحة تابعة للهاجاناه في منطقة القدس، قامت بتنفيذ مذبحة دير ياسين، خلال الحرب العربية الإسرائيلية 1948.

## حياته
ولد في برلين لعائلة يهودية أرثوذكسية برتغالية استقرت في هامبورغ. وفي سن 16، انضم شلتيل إلى حركة الشباب الصهيونية «بلاو فايس»، وهاجر إلى فلسطين عام 1923.
لكنه لم يكن سعيدا حينذاك، فعاد إلى أوروبا في عام 1925. ومن عام 1925 إلى عام 1930 تم تجنيده في الفيلق الأجنبي الفرنسي. وفي عام 1934 عاد إلى فلسطين. وهناك انضم إلى الهاغاناه، حيث وجهت إليه تهمة شراء أسلحة في أوروبا.
وفي عام 1936 تم القبض عليه في آخن في ألمانيا، من قبل الجستابو. أمضى شالتيل السنوات الثلاث التالية في السجون / معسكرات الاعتقال في داخاو وبوخنفالد. وعندما أرسل إلى برلين عام 1939، نجحت الهاغاناه في إطلاق سراحه. ثم عاد إلى فلسطين. هناك حُكم عليه في البداية بالإعدام بتهمة القتل من قبل البريطانيين، لكن مجلس الحرب البريطاني برأه لاحقًا.

## عمله العسكري
في 1942-1943، كان قائد الهاغاناه في حيفا. بعد أن شغل منصب قائد جهاز الاستخبارات المضادة «ران»، وجهاز المخابرات «شين يود» التابع للهاجاناه، تورط في النزاعات بين منظمة الهاجاناه والمنظمات اليهودية الأخرى السرية - إرجون وشتيرن.

## مذبحة دير ياسين
وفيما بعد، ساهم بسبب صلاته بهذه المنظمات مثل منظمة الإرغون، في تنسيق عدة حملات عسكرية مشتركة مع الهاجاناه، من بينها الهجوم المدان على نطاق واسع على دير ياسين. ففي عام 1948، كان قائد منطقة الهاغاناه المحلي عندما هاجم مقاتلو الإرغون وشتيرن اليهود القرية على الرغم من اتفاق عدم اعتداء تم توقيعه بين الصهاينة ومختار القرية، حيث أراد القرويون البقاء على الحياد في الحرب.  في البداية لم يوافق شلتيل على مهاجمة دير ياسين، لكنه استسلم بعد يوم وكتب لهم رسالة يقول فيها «ليس لديه مانع من تنفيذكم للعملية». اقترح يتسحاق ليفي، رئيس فرع الهاجانا في القدس، أن يتم إخطار السكان بأن الهدنة قد انتهت، لكن شلتئيل رفض بعد ذلك تعريض العملية للخطر بتحذيرهم.

## عملية كيدم
كما كان العقل المدبر لعملية كيدم التي كان هدفها الاستيلاء على «القدس الشرقية». نفذت المهمة في 8 يوليو 1948 من قبل قوات الإرجون وكانت فاشلة تماما.

## اتفاقية جبل المشارف
بين 11 يونيو و 21 يوليو 1948، عقد سلسلة لقاءات بوساطة الأمم المتحدة مع عبد الله التل، قائد قوات الفيلق العربي في البلدة القديمة.

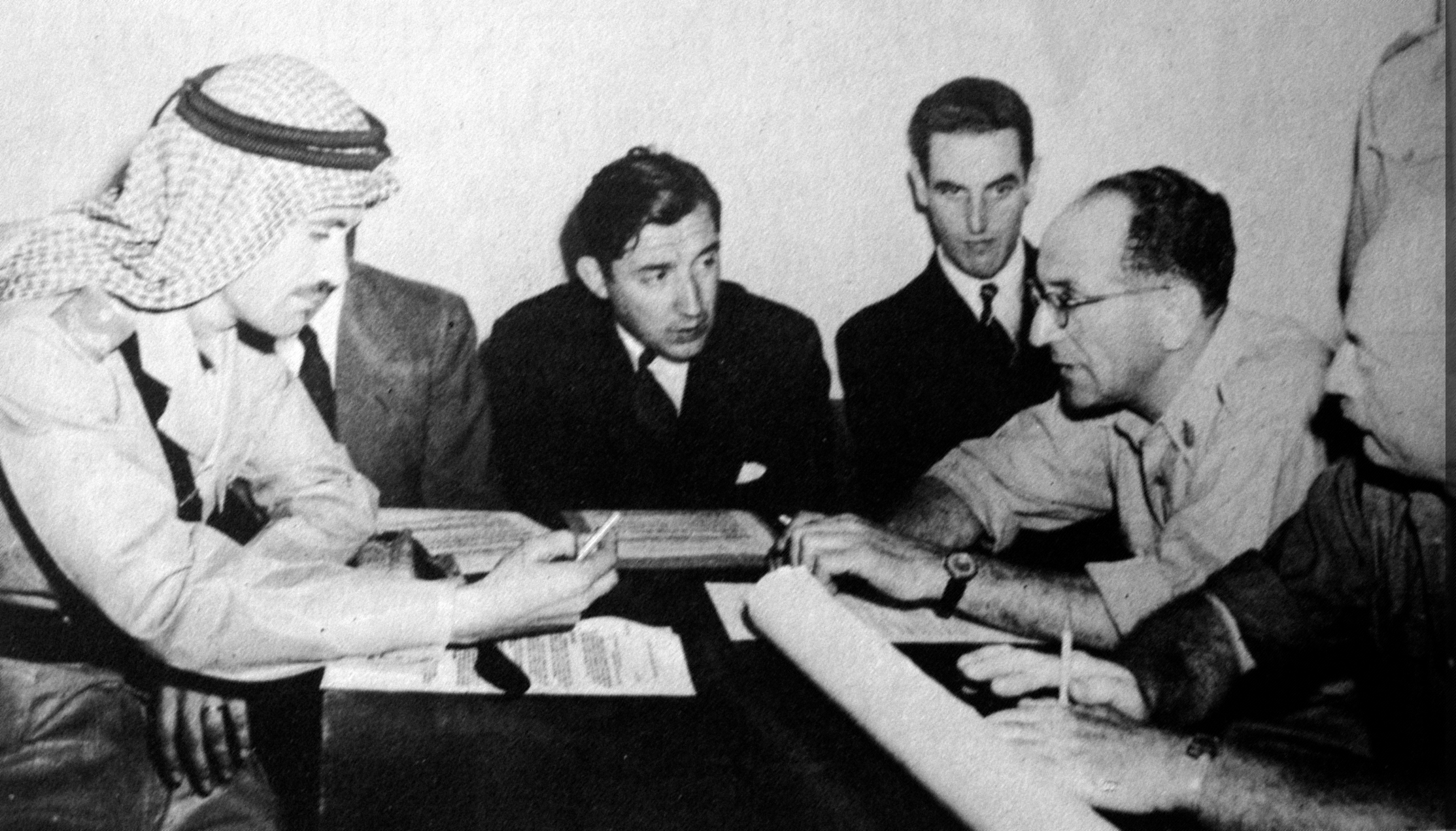
احدى اللقاءات بين عبد الله التل ودافيد شلتئيل

في 7 يوليو وقعوا على «اتفاقية جبل المشارف» التي نصت على ضرورة نزع السلاح من الجيب اليهودي في جبل المشارف وإخضاعها لإشراف الأمم المتحدة. في 15 يوليو شنت الهاجاناه والإرجون قصفًا مكثفًا على البلدة القديمة أعقبته هجمات مشاة على بوابات الباب الجديد وباب الخليل وباب النبي داود. لكنهم فشلوا في تحقيق أهدافهم. وفي 21 يوليو / تموز، وقع شلتيل والتل على اتفاق رسمي لوقف إطلاق النار على أساس المواقع الحالية لقواتهما.

## شرطة الحدود الإسرائيلية
بعد انتهاء حرب الاستقلال، أسس ديفيد شلتئيل فيلق الحدود للجيش الإسرائيلي، هيل حصفر، وكان قائده الأول. فيما بعد، وبسبب مشاكل إدارية، أوصى بنقل هذه الوحدات لتندرج تحت سلطة الشرطة الإسرائيلية، وأصبحت تُعرف باسم حرس الحدود، مشمار هاجفول (شرطة الحدود الإسرائيلية).

## عمله الدبلوماسي
في السنوات بين 1950-1952 عمل شلتئيل كملحق عسكري لإسرائيل في  فرنسا، وبعد ذلك كلف بالعديد من المهام الدبلوماسية كوزير مفوض لإسرائيل في  البرازيل و فنزويلا و كوبا  (1952-1956)، ثم في  المكسيك وفي نفس الوقت في  جمهورية الدومينيكان  و هندوراس (1956-1959)  وسفيرا في  هولندا (1963-1966).